# 허무인 (법률)
허무인(虛無人)은 현실로는 존재하지 않으나 외관상 존재하는 것으로 꾸며진 사람을 말한다.